# Germanicus
Nero Claudius Drusus Germanicus (født 24. maj 15 f.Kr., død 19 e.Kr.) var en romersk digter og politiker. Han var søn af Drusus d.æ. (38-9 f.Kr.) og Antonia den yngre og var barnebarn både af Livia og Marcus Antonius. Han var nevø og fra 4. e.Kr. adoptivsøn af Tiberius, som  havde udset ham til tronfølger. Ved adoptionen fik han navnet Germanicus Julius Caesar. 
I 5 e.Kr. blev Germanicus gift med Vipsania Agrippina (Agrippina den ældre), datter af kejser Augustus' datter Julia, og Marcus Agrippa. De fik ni børn, hvoraf de tre døde som spæde. To af sønnerne Nero og Drusus blev dræbt på ordre fra Tiberius. Den 3. søn,  Gaius, blev kejser som Caligula. Døtrene var 
- Julia Drusilla (død 38 e.Kr.),
- Julia Livilla (død 14 eller 42 e.Kr.) og
- Julia Agrippina, som blev gift med kejser Claudius.

Roms befolkning fandt i den unge, karismatiske og børnerige kronprins alle de egenskaber, som den savnede hos den aldrende og tillukkede Tiberius. Der var stor sorg, da Germanicus formentlig døde af sygdom i Antiochia 19 e.Kr.. Han selv og mange i hans samtid var overbevist om, at der var tale om giftmord. Hans enke bragte urnen tilbage til Italien, hvor den blev båret i procession fra Brindisi til Rom.
Erindringen om Germanicus som "den bedste kejser, Rom aldrig fik" var i høj grad medvirkende til at sætte tre af hans slægtninge på tronen: sønnen Caligula (37-41), broderen Claudius (41-54) og dattersønnen Nero (54-68). Historikerne Tacitus og Sueton videregav ukritisk det idealiserede billede af Germanicus, mens den samtidige Velleius Paterculus var mere forbeholden.